# Vossitrachelophorus limbatus
Vossitrachelophorus limbatus is een keversoort uit de familie bladrolkevers (Attelabidae). De wetenschappelijke naam van de soort werd in 1889 gepubliceerd door Faust.